# Stonehenge
Stonehenge er et forhistorisk megalitmonument i grevskabet Wiltshire i England og et af landets mest berømte kulturelle ikoner. Stonehenge ligger på Salisbury Plains, cirka 137 kilometer sydvest for London og blev opført der før ca. 3000 f.Kr. og udvidet eller ændret frem til ca. 1600 f.Kr., men Stonehenge blev bygget endnu tidligere i Wales, Pembrokeshire, Waun Mawn nær Preseli ca. 3500 f.Kr. Flytningen over ca. 225 km til Salisbury Plains skete mellem 3500 f.Kr. og 3000 f.Kr.
Stonehenge er en stor dobbeltcirkel af sten. Indercirklen er bygget af mindre, lokale sten, mens de store ydersten er fragtet 25 kilometer fra skoven West Woods i nærheden af byen Marlborough. (Resultatet fra en kerneprøve).[kilde mangler] Mange af disse fire meter høje såkaldte megalitter vejer over 20 tons.

## Etymologi
Navnet Stonehenge kan oversættes med "Stenkreds". Den sidste del af navnet (-henge) er et engelsk ord for et neolitisk monument på et rundt område omgivet af en vold eller banke. 

## Opbygning
Stenkonstruktionen, som den fremstår i dag, blev rejst for mellem 4.000 og 4.500 år siden. Når man bevæger sig udefra ind mod midten, optræder de i denne rækkefølge:
- Oprejste sten kaldet sarsens, omkring fire meter høje, danner en kreds med diameter omkring 33 meter, med omkring halvanden meter mellem hver sten. Oprindeligt bestod den af 30 sten i en ubrudt ring, med overliggere af samme stenart, en hård type sandsten, hentet fra Avebury 30 kilometer derfra. I Avebury finder man også et bemærkelsesværdigt neolitisk monument.
- En indre kreds af betydeligt mindre sten uden overliggere, kaldt bluestones (= blåsten), ret misvisende, da de består af ulige stenarter. Alle er imidlertid hentet i Preseli-bjergene i det sydvestlige Wales. Transporten til Stonehenge har krævet en enorm indsats.
- En hestesko-formet kreds af anlæggets største sten, oprindeligt bestående af 10 sarsens, ordnet i fem par, hver forsynet med én overligger. Den største af stenene er syv meter høj og vejer 45 tons. Disse sten er udstyret med tapsamlinger.
- En indre 'hestesko' af bluestones uden overliggere.
- En enkelt, liggende sten, kaldet the Altar Stone (= Alterstenen). Det var tidligere antaget at Alterstenen var rød sandsten fra det sydlige Wales, men kemiske analyser i 2023 viste at stenen ikke kunne stamme Wales.[3] Yderligere undersøgelser i 2024 viste at stenen stammer fra det nordøstlige Skotland, mere end 700 km fra Stonehennge.[4]

## Opmålinger
I middelalderen og senere afviste man, at indfødte briter kunne have rejst de imponerende megalit-anlæg rundt om i Storbritannien. Stonehenge blev i 1600-tallet tilskrevet forskellige bygherrer, især romere, saksere og danske vikinger. Den walisisk-fødte oldgransker John Aubrey (1626-97) mente imidlertid, at oldtidens englændere selv havde rejst anlægget, idet han pegede på Stonehenges lighed med landets øvrige stenkredse, der også fandtes i egne, hvor hverken romere, saksere eller danskere havde færdedes. Aubrey foreslog i stedet druiderne som mulige bygherrer, ud fra Julius Cæsars oplysninger i Gallerkrigene om, at druiderne studerede stjernerne og diskuterede universets og Jordens størrelse. Aubrey lavede de første gode skitser af Stonehenges grundplan. Hans pionérarbejde blev videreført af William Stukeley (1687-1765), en læge fra Lincolnshire, som undersøgte Stonehenge med en nøjagtighed, der først blev overgået 150 år senere. Stukeley lagde mærke til, at Stonehenges akse er orienteret mod solopgangen ved sommersolhverv. Også han anså druiderne for at være anlæggets bygherrer og publicerede sine fund i 1740 i Stonehenge, a Temple Restored to the British Druids. Først i 1960'erne kunne man ved hjælp af kulstof 14-datering afsløre, at Stonehenge blev påbegyndt mere end 5.000 år tidligere, og altså havde eksisteret igennem mere end 2.000 år, inden de første keltere kom til England. 
William Cunnington udførte de første kendte udgravninger på stedet i 1798. Ideen om, at druiderne stod bag opførelsen af Stonehenge, har vist sig sejlivet, og helt op første verdenskrig var det mest populære postkort af anlægget en tegning påskrevet: Salisbury Plain – Druidical Remains (= Salisbury-sletten – druide-overleveringer). Ny-druidernes bevægelse mener, at de gamle druider genetablerede Stonehenge og andre oldtidsanlæg som helligsteder, selv om overleveringerne tværtimod tyder på, at druidernes ceremonier blev holdt i naturskabte omgivelser. 
Den britiske astronom Norman Lockyer (1836-1920) undersøgte under sit besøg i Grækenland i 1890 flere templer og mente, at de var orienterede ud fra astronomiske præmisser. På sine rejser i Egypten i 1891 og 1893 bemærkede han det samme om egyptiske templer. I 1894 offentliggjorde han The Dawn of Astronomy (= Astronomiens morgengry), den første klassiker inden for det, der er blevet kaldt astroarkæologi. I 1906 fulgte han op med bogen Stonehenge and Other British Monuments Astronomically Considered (= En astronomisk vurdering af Stonehenge og andre britiske monumenter).  Lockyer mente, at et stort antal oldtidsanlæg var avancerede kalendere, med indebyggede astronomiske sigtelinjer mod Solen, Månen og stjernerne. Samtidens arkæologer protesterede, da Lockyers materiale var behæftet med grove fejl og mangler. I 1965 udsendte en anden britisk astronom, Gerald Hawkins (1928-2003) en bog med titlen Stonehenge Decoded (= Stonehenge afkodet).  Hawkins havde udvalgt 165 nøglepunkter i Stonehenges konstruktion og kodet dem ind i en computer, der fandt 13 sigtelinjer i forhold til Solen og 11 til Månen. Hawkins mente at have påvist, at Stonehenge var en 'oldtidscomputer', der gjorde det muligt for bygherrerne at forudsige måneformørkelser. Dette vakte en storm af protester fra arkæologer. Kritikken gik på, at Hawkins ikke havde taget hensyn til, at Stonehenge blev opført over en periode på 2.000 år, og at nogle af de sigtelinjer, han havde fremlagt, var trukket mellem bygningselementer, der ikke eksisterede samtidigt. 
I april 2008 gennemførtes en omfattende udgravning af et 3 m × 4 m stort område inden for kredsen af sten. Udgravningerne foregik under ledelse af de to Stonehenge-eksperter og professorer Timothy Darvill fra universitetet i Bournemouth og Geoff Wainwright, formand for Foreningen for Oldfund i England (Society of Antiquaries). De 12 dage, hvor de mest spektakulære udgravninger foregik, blev løbende fulgt og dokumenteret af BBC's historieafdeling Timewatch. Det mest markante resultat af udgravningerne var en veldokumenteret teori og påvisning af Stonehenge som et centrum for helbredelse, måske i form af healing. De to eksperter antager, at stedet har tiltrukkket såvel syge som folk med evner til at helbrede.  Samtidig lykkedes det også de to forskere at datere opførelsen af Stonehenge til år 2300 før vor tidsregning.
Stonehenges lintel-sten, trestenssamlingerne og sarsen-cirklen holdes fast af tapsamlinger.

## Ældste overleveringer
Den ældst bevarede skriftlige kilde om Stonehenge er en tekst af Henry af Huntingdon fra omkring 1130: "Stonehenges, hvor sten af vidunderlig størrelse er rejst på samme måde som døråbninger... ingen kan forestille sig, hvordan så store sten har kunnet rejses på højkant, og hvad formålet med dem har været." I 1136 skriver Geoffrey af Monmouth, at Stonehenge blev rejst til minde om et stort slag, og at stenene blev hentet fra The Giants' Round (= Kæmpernes kreds), en vældig cirkel af sten, oprindeligt hentet i Afrika, som kæmper i oldtiden havde rejst på Mount Killaraus i Irland. 15.000 mennesker magtede dog ikke at flytte stenene, så troldmanden Merlin måtte træde til. Ved magi fik han tryllet stenene til England og opstillet dem dér, sådan som de havde stået på Mount Killaraus. Ideen om fortidens kæmper genspejles også i danske ord som "jættestue" og "kæmpehøj". 

## Myter og trolddom
Fra middelalderen (og muligvis med rødder tilbage i oldtiden) kendes en tro på, at Stonehenges sten har helbredende kraft. Et afskrab af stenene rørt ud i vand skulle ifølge overleveringen kunne hele nye og gamle sår. Stenenes trolddom kom angiveligt til syne, når man forsøgte at tælle dem. Man kom nemlig frem til forskellige resultater. Problemet med at tælle stenene kan dog forklares med rodebunken af faldne sten, der er halvt skjult i jordsmonnet. I 1600- og 1700-tallet blev der gjort mange forsøg på at tælle rigtigt. Jonathan Swift besøgte Stonehenge i 1730 og kom i sine to forsøg frem til 92 og 93 sten. Det var tæt på, for der er i virkeligheden 91. 

## Spor efter stenkreds i Danmark
I Danmark fandt man i 1960'erne spor efter et anlæg af samme type som Stonehenge ved Birkendegård otte kilometer øst for Kalundborg.  Anlægget ser ud til at have bestået af tre stencirkler, med en ydre kreds med en diameter på 320 meter.